# Wek IV
Wek IV is een bestuurslaag in het regentschap Padang Sidempuan van de provincie Noord-Sumatra, Indonesië. Wek IV telt 2391 inwoners (volkstelling 2010).